# Lijst van burgemeesters van Buiksloot
Dit is een lijst van burgemeesters van de voormalige Nederlandse gemeente Buiksloot tot die gemeente in 1921 opging in de gemeente Amsterdam.
| Ambtsperiode | Naam burgemeester           | Partij of stroming | Bijzonderheden                                                                          |
| ------------ | --------------------------- | ------------------ | --------------------------------------------------------------------------------------- |
| ?? - 1828    | J. de Winter                |                    |                                                                                         |
| 1828 - 1847  | Christiaan Brunjes          |                    |                                                                                         |
| 1847 - 1857  | C.P.L. Brugmans             |                    |                                                                                         |
| 1858 - 1862  | Gerhardus Cornelis Fabius   |                    | tevens burgemeester van Landsmeer (1860-1862), later burgemeester van Naarden en Muiden |
| 1863 - 1877  | W. Hartwijk                 |                    |                                                                                         |
| 1877 - 1881  | J.W.A. Immink               |                    | tevens burgemeester van Nieuwendam (1876-1881), 1881-1907 burgemeester van Bloemendaal  |
| 1881 - 1890  | Jacobus Christiaan Albrecht |                    | tevens burgemeester van Nieuwendam, eerder burgemeester van Hoogwoud en Opmeer          |
| 1890 - 1901  | J.E. Immink                 |                    | later burgemeester van Kuinre en Blankenham                                             |
| 1901 - 1906  | W. Stolp                    |                    | later burgemeester van Ilpendam                                                         |
| 1906 - 1910  | P. Olij                     |                    | eerder burgemeester van Zuid- en Noord-Schermer                                         |
| 1910 - 1915  | K.C. Wiersma                |                    |                                                                                         |
| 1915 - 1921  | J.M. van Beek jr.           |                    |                                                                                         |